# Carl Jakob af Nordin
Carl Jakob af Nordin, född Nordin den 23 november 1797 på Stenhammar, död 31 augusti 1874 var en svensk lektor.

## Biografi
Carl Jakob af Nordin föddes som son till Carl Gustaf Nordin och Margareta Elisabeth Clason. af Nordin blev student vid Uppsala universitet 1814, var han 1818 avlade examen till rättegångsverken. Han blev fil. kand. 1824 och fil. doktor samma år. Därefter blev han docent i litteraturhistoria i Uppsala 1826. Efter studieåren var han kanslist i prästeståndet vid riksdagen 1828–1830. Senare kom han att tillträda en lektorstjänst vid krigsakademien i Karlberg, och senare en annan lektorstjänst, i historia, vid Härnösands gymnasium 1836. Vidare var han vice ordförande i Härnösands domkapitel.
af Nordin gifte sig den 18 augusti 1850 i Högbo med sin släkting Jeanette Leijonflycht, dotter till Gustaf Leijonflycht och Sara Lovisa af Nordin.
af Nordin blev riddare av Nordstjärneorden den 10 november 1851. När Carl Jakob af Nordin avled den 31 augusti 1874 utslocknade den adliga ätten af Nordin (nr. 2145) på svärdssidan.